# Сапрасіа
Сапрасіа (груз. საპრასია) — село в Грузії.
За даними перепису населення 2014 року в селі проживає 405 осіб.